# Visočki mučenici
Visočki mučenici je naziv za kršćanske mučenike iz franjevačkog reda iz Bosne i Hercegovine.
Franjevci su prisutni u Visokom već od osnutka Bosanske vikarije 1340. godine. Prvotna im je zadaća bila suzbijanje krivovjerja bogumila. Do dolaska Turaka u Bosnu 1463. krivovjerje je bilo gotovo iskorijenjeno. Dana 4. svibnja 1465. jedna skupina preostalih krivovjernika spalila je crkvu i samostan u Milima, a petoricu franjevaca pogubila.
Godine 1653. upisani su u martirologij franjevačkog Reda kao blaženici:
Visochii, beatorum quinque fratrum martyrum, qui ab haereticis Patarenis pro fide catholica necati sunt.
Visoko u Bosni, blažena petorica braće mučenici, koje krivovjerci Patareni za vjeru katoličku ubiše.
Franjevački martirologij odredio im je spomendan 26. ožujka.

### Časopisi
- Semren, Marko. 1995. Mučenici i svjedoci vjere iz srednjovjekovne povijesti Katoličke crkve u Bosni. Bosna franciscana. Franjevačka teologija Sarajevo. Sarajevo.  (4): 114–123